# Председатель Президиума Верховного Совета РСФСР
Председа́тель Прези́диума Верхо́вного Сове́та РСФСР — высшая государственная должность в РСФСР с 1937 по 1990 год.

## Описание
Введена Конституцией РСФСР 1937 г., стала преемницей должности Председателя ВЦИК. Официально коллективным главой республики считался весь Президиум ВС, который издавал Указы (подписываемые Председателем и секретарём Президиума) о замещении государственных должностей, награждениях орденами и медалями, вручал и принимал верительные грамоты и т. п.
Председатель Президиума ВС также возглавлял комиссию по помилованиям.
После внесения поправок в Конституцию 27 октября 1989, в новой редакции пост Председателя Президиума уже не упоминался. Часть функций Президиума с 1990 года перешла к Председателю Верховного Совета РСФСР, избираемому Съездом народных депутатов РСФСР Архивная копия от 16 июля 2011 на Wayback Machine. Этот пост занял Б. Н. Ельцин, в 1991 году избранный на вновь созданную высшую должность республики — Президент РСФСР.

## Председатели Президиума Верховного Совета РСФСР
| #  | Фото | Ф. И. О.                                                    | В должности     | В должности     |
| #  | Фото | Ф. И. О.                                                    | Начало          | Окончание       |
| -- | ---- | ----------------------------------------------------------- | --------------- | --------------- |
| 1  |      | Бадаев, Алексей Егорович (1883—1951)                        | 19 июля 1938    | 9 апреля 1943   |
| —  |      | Власов, Иван Алексеевич (1903—1969) исполняющий обязанности | 9 апреля 1943   | 4 марта 1944    |
| 2  |      | Шверник, Николай Михайлович (1888—1970)                     | 4 марта 1944    | 25 июня 1946    |
| 3  |      | Власов, Иван Алексеевич (1903—1969)                         | 25 июня 1946    | 7 июля 1950     |
| 4  |      | Тарасов, Михаил Петрович (1899—1970)                        | 7 июля 1950     | 16 апреля 1959  |
| 5  |      | Игнатов, Николай Григорьевич (1901—1966)                    | 16 апреля 1959  | 26 ноября 1959  |
| 6  |      | Органов, Николай Николаевич (1901—1982)                     | 26 ноября 1959  | 20 декабря 1962 |
| 7  |      | Игнатов, Николай Григорьевич (1901—1966) повторно           | 20 декабря 1962 | 14 ноября 1966  |
| 8  |      | Яснов, Михаил Алексеевич (1906—1991)                        | 23 декабря 1966 | 26 марта 1985   |
| 9  |      | Орлов, Владимир Павлович (1921—1999)                        | 26 марта 1985   | 3 октября 1988  |
| 10 |      | Воротников, Виталий Иванович (1926—2012)                    | 3 октября 1988  | 29 мая 1990     |